# چورتانووتسی
چورتانووتسی (به صربی: Čortanovci) یک روستا در صربستان است که در Inđija Municipality واقع شده‌است. چورتانووتسی ۳۷٫۱ کیلومتر مربع مساحت و ۲٬۳۳۷ نفر جمعیت دارد و ۱۵۶ متر بالاتر از سطح دریا واقع شده‌است.